# Kanoya
Kanoya (jap. 鹿屋市 Kanoya-shi) – miasto w Japonii, w prefekturze Kagoshima, na wyspie Kiusiu.
Kanoya jest popularnie nazywana „miastem róż”.

## Historia
1 kwietnia 1889 roku, wraz z wdrożeniem przepisów miejskich, powstała wioska Kanoya, a 31 grudnia 1912 roku zdobyła status miasteczka (町). 27 maja 1947 roku, w wyniku połączenia z wioskami Hanaoka i Ōaira, Kanoya zdobyła status miasta.

## Klimat
Według statystyk AMeDAS średnia roczna suma opadów wynosi 2351,1mm, średnia roczna temperatura wynosi 17,3 °C, a nasłonecznienie wynosi średnio 2016,9 godzin w roku (1986~2010).

## Populacja
Zmiany w populacji Kanoyi w latach 1950–2015: